# Uhunoma Osazuwa
Uhunoma Naomi Osazuwa, née le 23 novembre 1987 à Oakland (Californie), est une athlète nigériane spécialiste des épreuves combinées. Elle remporte la médaille d'or de l'heptathlon aux Jeux africains 2015.

## Biographie
En 2015 elle réalise les minima IAAF et se qualifie pour les championnats du monde, en remportant les championnats du Nigeria à Warri. Avec 6 106 pts à l'heptathlon elle améliore son propre record national qui datait de 2012.
Elle détient un doctorat en pharmacie, complété à l'Université du Michigan.

## Palmarès
| Date | Compétition                                   | Lieu                                  | Résultat | Épreuve     | Performance |
| ---- | --------------------------------------------- | ------------------------------------- | -------- | ----------- | ----------- |
| 2011 | Universiade                                   | Shenzhen                              | 11e      | Heptathlon  | 5 589 pts   |
| 2011 | Jeux africains                                | Maputo                                | 2e       | Hauteur     | 1,80 m      |
| 2011 | Championnats d'Afrique des épreuves combinées | Réduit                                | 3e       | Heptathlon  | 5 663 pts   |
| 2012 | Championnats d'Afrique                        | Porto-Novo                            | 3e       | 100 m haies | 13 s 61     |
| 2012 | Championnats d'Afrique                        | Porto-Novo                            | 5e       | Heptathlon  | 5 126 pts   |
| 2012 | Jeux olympiques                               | Londres                               | —        | Heptathlon  | DNF         |
| 2015 | Multistars                                    | Florence                              | 3e       | Heptathlon  | 5 794 pts   |
| 2015 | Championnats du monde                         | Pékin                                 | 18e      | Heptathlon  | 5 951 pts   |
| 2015 | Jeux africains                                | Brazzaville                           | 1re      | Heptathlon  | 5 892 pts   |
| 2016 | Championnats d'Afrique                        | Durban                                | 1re      | Heptathlon  | 6 153 pts   |
| 2016 | Jeux olympiques                               | Rio de Janeiro                        | 29e      | Heptathlon  | 4 916 pts   |
| 2016 | Coupe du monde des épreuves combinées         | Coupe du monde des épreuves combinées | 16e      | Heptathlon  | 16 606 pts  |

## Records
| Épreuve         | Performance | Lieu   | Date            |
| --------------- | ----------- | ------ | --------------- |
| Heptathlon      | 6 153 pts   | Durban | 25 juin 2016    |
| 100 m haies     | 13 s 28     | Ottawa | 26 mai 2012     |
| Saut en hauteur | 1,87 m      | Warri  | 30 juillet 2015 |